# Клейтон Льюїс
Клейтон Льюїс (англ. Clayton Lewis, нар. 12 лютого 1997, Веллінгтон) — новозеландський футболіст, півзахисник австралійського клубу «Веллінгтон Фенікс».
Виступав, зокрема, за клуби «Тім Веллінгтон» та «Окленд Сіті», а також національну збірну Нової Зеландії.

## Клубна кар'єра
Вихованець клубу «Веллінгтон Олімпік», з якого 2013 року потрапив до вищолігової команди «Тім Веллінгтон», але так за неї на дорослому рівні і не дебютував.
1 липня 2014 року перейшов у інший місцевий клуб «Вондерерс СК» і відіграв за команду з Окленда наступний сезон своєї ігрової кар'єри, зігравши у 11 іграх чемпіонату Нової Зеландії, в яких забив 3 голи.
Влітку 2015 року уклав контракт з клубом «Окленд Сіті», у складі якого провів наступні два роки своєї кар'єри гравця, вигравши в обох Лігу чемпіонів ОФК, що дозволило йому з командою двічі поспіль взяти участь в клубному чемпіонаті світу.
28 вересня 2017 року Льюїс підписав контракт з клубом третього за рівнем дивізіону Англії «Сканторп Юнайтед», де втім закріпитись не зумів і восени 2019 року повернувся в «Окленд Сіті», вигравши з командою чемпіонат Нової Зеландії 2019/20.
23 жовтня 2020 року він підписав контракт з новозеландською командою «Веллінгтон Фенікс», що виступала у А-лізі Австралії. Станом на 10 серпня 2021 року відіграв за команду з Веллінгтона 26 матчів в національному чемпіонаті.

## Виступи за збірні
2013 року у складі збірної Нової Зеландію U-17 брав участь у юнацькому чемпіонаті світу в ОАЕ, але на поле на турнірі не виходив, а його збірна не вийшла з групи.
З 2015 року залучався до складу молодіжної збірної Нової Зеландії, з якою був учасником молодіжних чемпіонатів світу 2015 та 2017 років, а також переможцем Молодіжного чемпіонату Океанії у 2016 році. Всього на молодіжному рівні зіграв у 12 офіційних матчах, забив 4 голи.
2019 року у складі олімпійської збірної Нової Зеландії виграв Передолімпійський турнір ОФК, забивши на ньому 3 голи. Цей результат дозволив команді поїхати на футбольний турнір Олімпійських ігор 2020 року у Токіо. На турнірі Льюїс зіграв у всіх чотирьох іграх і дійшов з командою до чвертьфіналу.
31 березня 2015 року дебютував в офіційних іграх у складі національної збірної Нової Зеландії в товариському матчі проти збірної Південної Кореї (0:1).
У складі збірної був учасником розіграшу Кубка конфедерацій 2017 року у Росії. На турнірі він зіграв у двох матчах, а його команда не вийшла з групи.

## Титули і досягнення
- Переможець Юнацького чемпіонату ОФК: 2013
- Переможець Молодіжного чемпіонату ОФК: 2016
- Переможець Ліги чемпіонів ОФК (2):

«Окленд Сіті»: 2016, 2017
- Чемпіон Нової Зеландії (1):

«Окленд Сіті»: 2019/20